# Jardí Botànic de Wuppertal

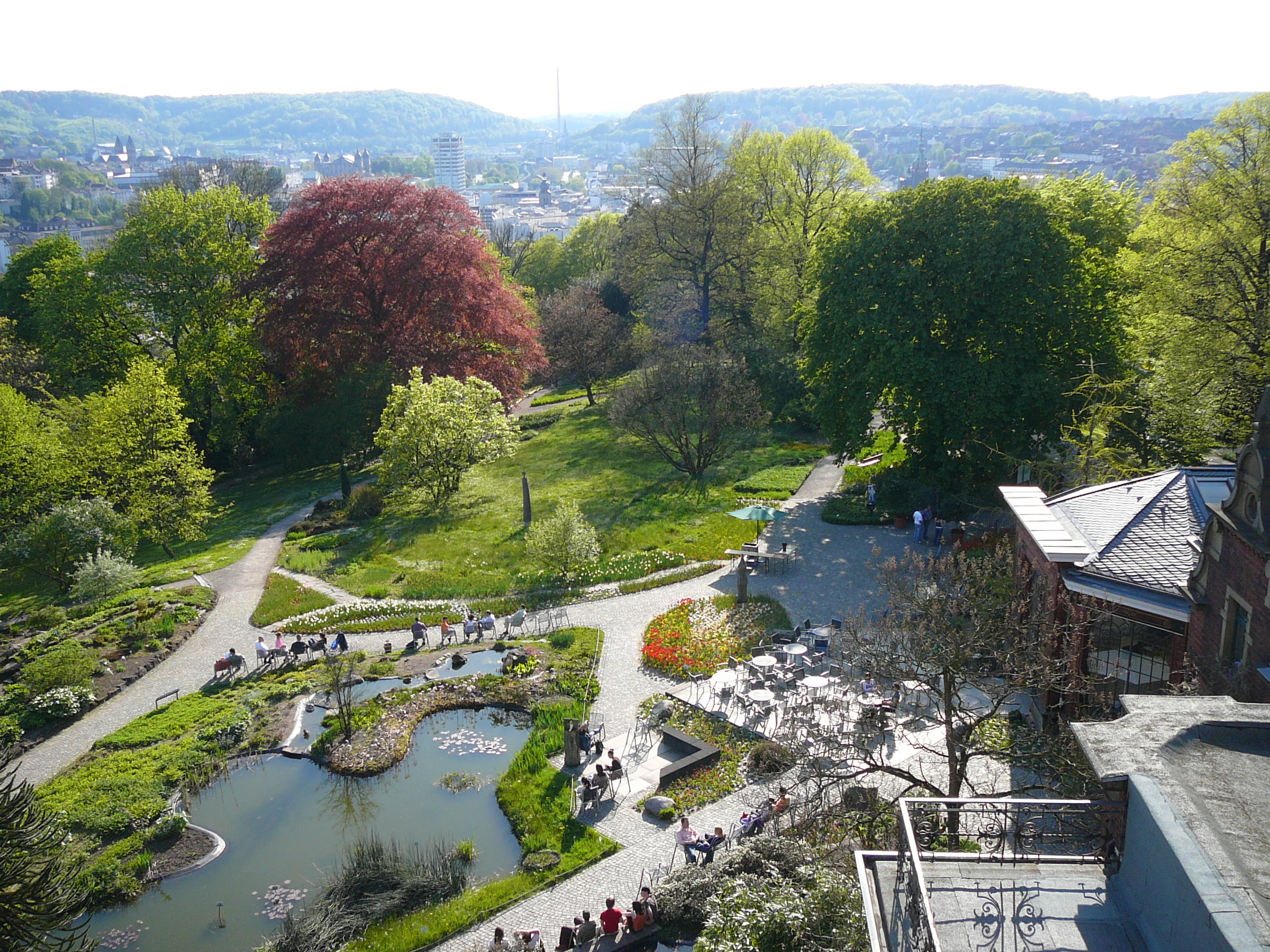
Jardí Botànic de Wuppertal a la muntanya Hardt

El Jardí Botànic de Wuppertal, o en alemany, Botanischer Garten, Wuppertal, és un Jardí botànic històric que es troba al centre de la ciutat de Wuppertal, a Rin del Nord-Westfàlia, Alemanya. És un parc d'entrada lliure, on es poden visitar les seves col·leccions de plantes exòtiques que es troben en les 1,5 hectàrees de vivers, així com les plantes locals disposades en els nombrosos senders que hi condueixen.

## Localització
El Jardí Botànic de Wuppertal es troba al centre de la ciutat de Wuppertal, a la carena d'un dels nombrosos turons de la zona de parcs de la muntanya Hardt. Està situat en un terreny accidentat, entre els 195 i els 220 metres d'altura des d'on es veu la vall del riu Wupper.

## Història

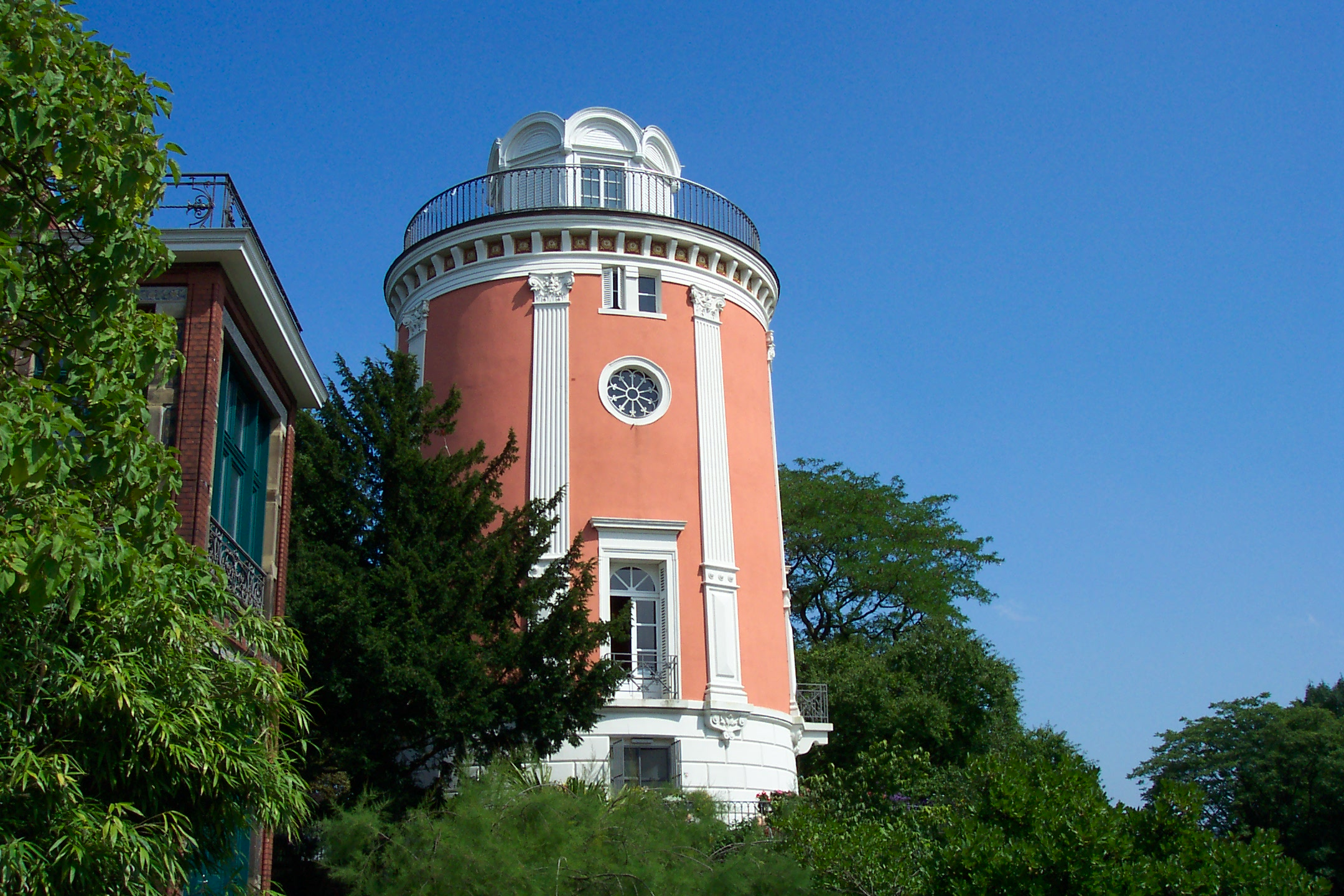
Elisenturm (Torre d'Elisa) al jardí botànic.

Aquest jardí botànic es va fundar l'any 1890 com un jardí d'ensenyament per a les escoles de la ciutat. L'any 1910, per la falta d'espai s'hi van agregar els terrenys de la finca llindant Ellerschen Vila. Des de desembre de 1993 el jardí botànic està administrat a més de pel govern local, per l'"Associació d'Amics i Promotors del Jardí Botànic de Wuppertal".

## Col·leccions
- El fons del jardí botànic conté plantes de tot el món que es troben en les 1,5 hectàrees dels vivers. A més hi ha col·leccions d'arbres, arbustos, plantes perennes, anuals i bianuals locals del Hardt que es poden observar al llarg dels senders que condueixen cap als vivers.

- La torre Elisa (Eliseturm) es va construir quan es va erigir el vell molí, la torre Elisa ha estat dominant la zona de parcs Hardt des de l'any 1839. Durant un temps, aquesta bella torre d'estil clàssic, va tenir les funcions d'observatori astronòmic.

Actualment es pot gaudir d'una impressionant panoràmica de la ciutat de Wuppertal des de la Elisenturm.